# Mesostenus rufalbator
Mesostenus rufalbator är en stekelart som beskrevs av Aubert 1959. Mesostenus rufalbator ingår i släktet Mesostenus och familjen brokparasitsteklar. Inga underarter finns listade i Catalogue of Life.